# Recea (Argeș)
Recea is een Roemeense gemeente in het district Argeș.
Recea telt 3086 inwoners.